# Olga Conte
Olga Beatriz Conte (ur. 7 kwietnia 1966) – argentyńska lekkoatletka, sprinterka, trzykrotna mistrzyni Ameryki Południowej, dwukrotna złota medalistka igrzysk Ameryki Południowej, medalistka mistrzostw ibero-amerykańskich, dwukrotna uczestniczka mistrzostw świata.

## Przebieg kariery
W 1987 otrzymała dwa medale mistrzostw Ameryki Południowej, oba w konkurencjach biegu sztafet – sztafeta 4 × 100 m z jej udziałem otrzymała złoty medal, sztafeta 4 × 400 m zaś wywalczyła tytuł wicemistrzowski. Indywidualnie medale mistrzostw kontynentu zdobyła dwa lata później, w ramach mistrzostw kontynentu w Medellín otrzymała złoty medal w biegu na 200 m i srebrny medal w konkurencji biegu na dystansie dwukrotnie dłuższym. W 1990 wywalczyła jedyne w karierze dwa brązowe medale mistrzostw ibero-amerykańskich oraz jedyne w karierze dwa złote medale igrzysk południowoamerykańskich.
W 1991 zadebiutowała na mistrzostwach świata, gdzie wystąpiła w konkurencji biegu na 200 m – odpadła w eliminacjach, zajmując w swojej kolejce 6. pozycję. Była uczestniczką mistrzostw Ameryki Południowej w Limie oraz Mar del Plata, gdzie zdobyła łącznie kolejnych siedem medali (w tym jeden złoty medal w biegu na 400 m). Po raz ostatni w zawodach międzynarodowych wystąpiła podczas mistrzostw globu w Atenach, gdzie wystąpiła w konkurencji biegu na 400 m i odpadła w fazie eliminacji, zajmując 8. pozycję.
W 1998 roku została mistrzynią kraju w konkurencji biegu na 200 m.

## Osiągnięcia
| Rok     | Zawody                          | Miasto        | Miejsce | Konkurencja        | Wynik   |
| ------- | ------------------------------- | ------------- | ------- | ------------------ | ------- |
| 1987    | Mistrzostwa Ameryki Południowej | São Paulo     | 1.      | sztafeta 4 × 100 m | 45,45   |
| 1987    | Mistrzostwa Ameryki Południowej | São Paulo     | 2.      | sztafeta 4 × 400 m | 3:43,56 |
| 1989    | Mistrzostwa Ameryki Południowej | Medellín      | 1.      | bieg na 200 m      | 23,33   |
| 1989    | Mistrzostwa Ameryki Południowej | Medellín      | 2.      | bieg na 400 m      | 53,47   |
| 1990    | Mistrzostwa ibero-amerykańskie  | Manaus        | 3.      | bieg na 200 m      | 23,96   |
| 1990    | Mistrzostwa ibero-amerykańskie  | Manaus        | 3.      | bieg na 400 m      | 53,85   |
| 1990    | Igrzyska Ameryki Południowej    | Lima          | 1.      | bieg na 200 m      | 25,24   |
| 1990    | Igrzyska Ameryki Południowej    | Lima          | 1.      | bieg na 400 m      | 55,03   |
| 1991    | Mistrzostwa Ameryki Południowej | Manaus        | 3.      | sztafeta 4 × 100 m | 46,14   |
| 1991    | Mistrzostwa świata              | Tokio         | 6. H    | bieg na 200 m      | 24,97   |
| 1993    | Mistrzostwa Ameryki Południowej | Lima          | 3.      | bieg na 200 m      | 24,70   |
| 1993    | Mistrzostwa Ameryki Południowej | Lima          | 2.      | sztafeta 4 × 100 m | 45,90   |
| 1993    | Mistrzostwa Ameryki Południowej | Lima          | 2.      | sztafeta 4 × 400 m | 3:43,42 |
| 1996    | Mistrzostwa ibero-amerykańskie  | Medellín      | 4.      | bieg na 200 m      | 23,45   |
| 1996    | Mistrzostwa ibero-amerykańskie  | Medellín      | 4.      | bieg na 400 m      | 52,95   |
| 1997    | Mistrzostwa Ameryki Południowej | Mar del Plata | 3.      | bieg na 200 m      | 23,90   |
| 1997    | Mistrzostwa Ameryki Południowej | Mar del Plata | 1.      | bieg na 400 m      | 53,41   |
| 1997    | Mistrzostwa Ameryki Południowej | Mar del Plata | 3.      | sztafeta 4 × 100 m | 46,18   |
| 1997    | Mistrzostwa Ameryki Południowej | Mar del Plata | 3.      | sztafeta 4 × 400 m | 3:40,72 |
| 1997    | Mistrzostwa świata              | Ateny         | 8. H    | bieg na 400 m      | 55,82   |
| Źródło: |                                 |               |         |                    |         |

## Rekordy życiowe
- bieg na 100 m – 11,95 (23 marca 1997, Buenos Aires)
- bieg na 200 m – 23,45 (12 maja 1996, Medellín)
- bieg na 400 m – 52,50 (23 marca 1997, Buenos Aires)

Źródło: 